# Womelsdorf (Coalton) (Virgínia de l'Oest)
Womelsdorf és una població dels Estats Units a l'estat de Virgínia de l'Oest. Segons el cens del 2000 tenia 247 habitants.

## Demografia
Segons el cens del 2000, Womelsdorf tenia 247 habitants, 100 habitatges, i 70 famílies. La densitat de població era de 221,8 habitants per km².
Dels 100 habitatges en un 30% hi vivien nens de menys de 18 anys, en un 55% hi vivien parelles casades, en un 12% dones solteres, i en un 30% no eren unitats familiars. En el 27% dels habitatges hi vivien persones soles el 13% de les quals corresponia a persones de 65 anys o més que vivien soles. El nombre mitjà de persones vivint en cada habitatge era de 2,47 i el nombre mitjà de persones que vivien en cada família era de 3,03.
Per edats la població es repartia de la següent manera: un 22,7% tenia menys de 18 anys, un 6,5% entre 18 i 24, un 25,5% entre 25 i 44, un 30,4% de 45 a 60 i un 15% 65 anys o més.
L'edat mediana era de 40 anys. Per cada 100 dones de 18 o més anys hi havia 101,1 homes.
La renda mediana per habitatge era de 28.462 $ i la renda mediana per família de 36.875 $. Els homes tenien una renda mediana de 27.188 $ mentre que les dones 15.469 $. La renda per capita de la població era de 13.997 $. Entorn del 7,8% de les famílies i el 10,3% de la població estaven per davall del llindar de pobresa.

## Poblacions més properes
El següent diagrama mostra les poblacions més properes.